# Galgenbergtunnel
Der Galgenbergtunnel ist ein Eisenbahntunnel im österreichischen Bundesland Steiermark. Er gehört zur Bahnstrecke im Murtal von Bruck an der Mur über Leoben nach St. Michael in der Obersteiermark. Der Verlauf dieser Strecke wurde durch den 1998 eröffneten, knapp 5,5 km langen Tunnel wesentlich begradigt. Während des Tunnelbaus wurden Mineralproben entnommen, in denen Forscher ein zuvor unbekanntes Mineral entdeckten.

## Geschichte und Verlauf

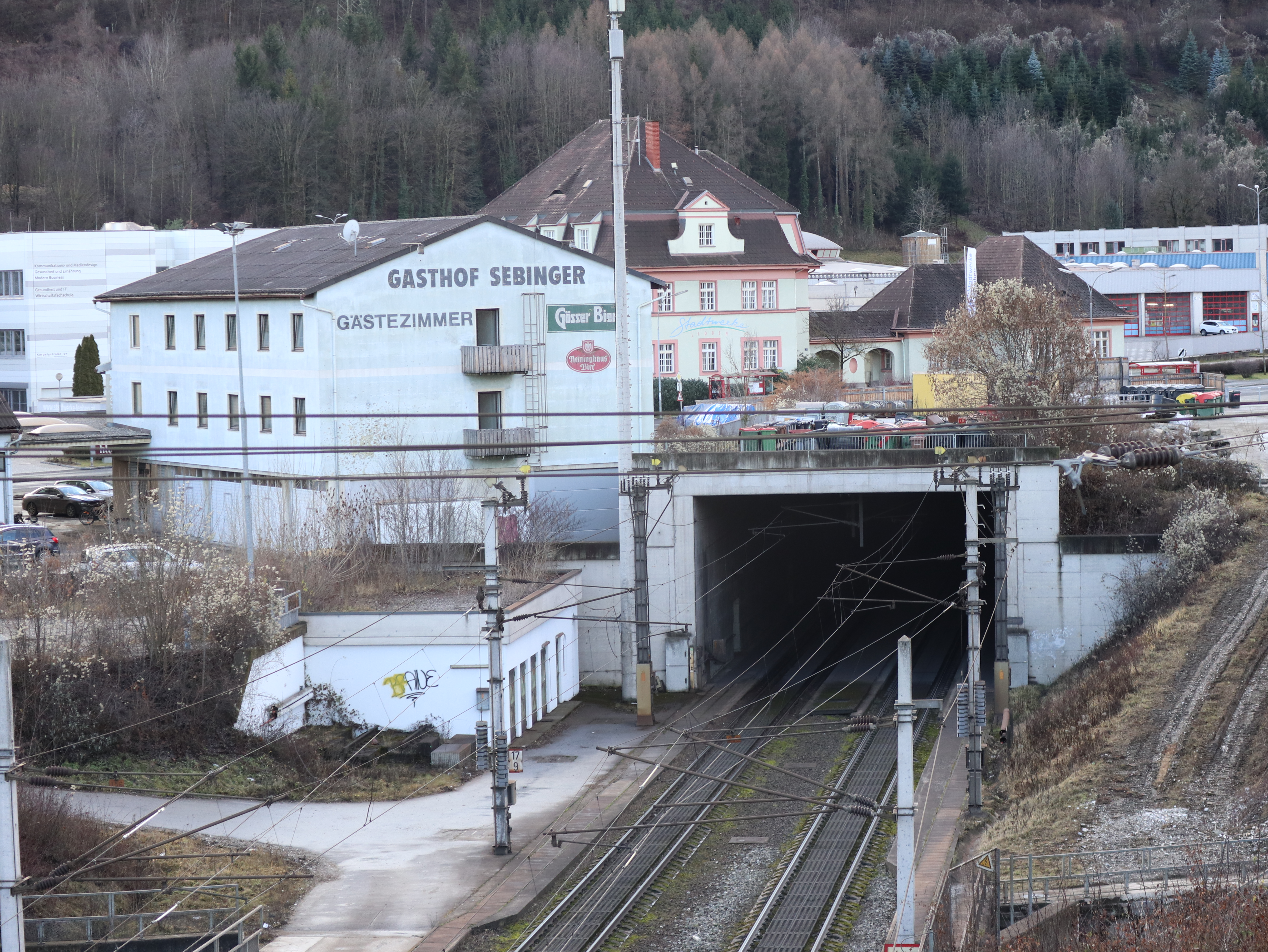
Ostportal des Galgenbergtunnels in Leoben

Die Strecke führte vor dem Bau des Galgenbergtunnels kurvenreich über den Ortsteil Göss bei Leoben. Diese Strecke wurde 1998 durch den 5460 m langen Galgenbergtunnel ersetzt. Der Abschnitt ab der Abzweigung Leoben 2 nach Leoben Göss wurde am 9. Dezember 2012 dauerhaft eingestellt und wurde danach für die Abstellung vorübergehend nicht benötigter Güterwagen genutzt. 2018 wurde die Strecke an die Stadt Leoben verkauft und abgebaut, 2019 wurde ein Radweg auf der Trasse zwischen Bahnhof Göss und Hinterberg gebaut und 2024 bis zur Siedlung Auwald bei St. Michael verlängert.
Im Südwesten schließt sich nach ca. 300 m Strecke der Annabergtunnel an, der auch nach dem Bau des Galgenbergtunnels benutzt wird.
Die Strecke, in der der Galgenbergtunnel liegt, bestand ursprünglich aus zwei Bahnstrecken unterschiedlicher Bahnverwaltungen: Die Verbindung der Schienennetze der früheren Bahngesellschaften Südbahn und der Rudolfsbahn wurde über das Murtal durch Flügelbahnen beider Bahnen hergestellt, diese Strecken trafen einander in Leoben. Die Flügelbahn der Südbahn war die Bahnstrecke Bruck an der Mur–Leoben, jene der Rudolfsbahn die Strecke von Leoben nach St. Michael. Galgenberg- und Annabergtunnel liegen somit in der Strecke der Flügelbahn der ehemaligen Rudolfsbahn. Im Alltagsverkehr ist die historische Teilung der Bahnstrecke nicht mehr spürbar, da beide Strecken seit Langem einheitlich von den Österreichischen Bundesbahnen betrieben werden.

## Galgenbergtunnel als Typlokalität
Der Galgenbergtunnel bzw. der Galgenberg gilt als Typlokalität (erster Fundort) und Namensgeber für das von Josef Taucher im carbonatreichen Ausbruchmaterial entdeckte Mineral Galgenbergit-(Ce). Die Erstbeschreibung des 1997 als eigenständige Mineralart anerkannten Galgenbergit-(Ce) erfolgte 1996 durch Christine Elisabeth Hollerer, K. Ettinger, Josef Taucher und Franz Walter.